# Первушкіно (Нижньогородська область)
Первушкіно (рос. Первушкино) — присілок в Городецькому районі Нижньогородської області Російської Федерації.
Населення становить 0 осіб. Входить до складу муніципального утворення Федуринська сільрада.

## Історія
Від 2009 року входить до складу муніципального утворення Федуринська сільрада.

## Населення
| 2002 | 2010 |
| ---- | ---- |
| 1    | ↘0   |